# Robert Manzon
Robert Manzon (Marseille, 1917. április 12. – Cassis, 2015. január 19.) francia autóversenyző, Formula–1-es pilóta.

## Pályafutása
Az 1950-es évek elején a Gordoni csapat egyik erőssége volt, ám akkoriban a Maserati és a Scuderia Ferrari, majd a Mercedes csapata uralta az élmezőnyt. Ennek ellenére Manzonnak mégis sikerült néhány jó eredményt elérnie: harmadik lett az 1952-es belga nagydíjon és az 1954-es francia nagydíjon is.
2015-ös halála előtt ő volt az utolsó élő versenyző, aki az első, 1950-es Formula–1-es idényben indult és pontot szerzett.

## Eredményei

### Teljes Formula–1-es eredménysorozata
(Táblázat értelmezése)

(Félkövér: pole-pozícióból indult; dőlt: leggyorsabb kört futott) 

| Év   | Csapat               | Modell                | Motor              | 1      | 2      | 3     | 4      | 5      | 6      | 7      | 8      | 9      | Helyezés | Pont |
| ---- | -------------------- | --------------------- | ------------------ | ------ | ------ | ----- | ------ | ------ | ------ | ------ | ------ | ------ | -------- | ---- |
| 1950 | Equipe Simca Gordini | Simca Gordini Type 15 | Gordini Straight-4 | GBR    | MON Ki | 500   | SUI    | BEL    | FRA 4  | ITA Ki |        |        | 14.      | 3    |
| 1951 | Equipe Simca Gordini | Simca Gordini Type 15 | Gordini Straight-4 | SUI    | 500    | BEL   | FRA Ki | GBR    | GER 7  | ITA Ki | ESP 9  |        | -        | 0    |
| 1952 | Equipe Gordini       | Gordini Type 16       | Gordini Straight-6 | SUI Ki | 500    | BEL 3 | FRA 4  | GBR Ki | GER Ki | NED 5  | ITA 14 |        | 6.       | 9    |
| 1953 | Equipe Gordini       | Gordini Type 16       | Gordini Straight-6 | ARG Ki | 500    | NED   | BEL    | FRA    | GBR    | GER    | SUI    | ITA    | -        | 0    |
| 1954 | Equipe Rosier        | Ferrari 625           | Ferrari Straight-4 | ARG    | 500    | BEL   | FRA 3  | GBR Ki | GER 9  |        | ITA Ki | ESP Ki | 15.      | 4    |
| 1954 | Scuderia Ferrari     | Ferrari 553           | Ferrari Straight-4 |        |        |       |        |        |        | SUI Ni |        |        | 15.      | 4    |
| 1955 | Equipe Gordini       | Gordini Type 16       | Gordini Straight-6 | ARG    | MON Ki | 500   | BEL    | NED Ki | GBR Ki | ITA    |        |        | -        | 0    |
| 1956 | Equipe Gordini       | Gordini Type 16       | Gordini Straight-6 | ARG    | MON Ki | 500   | BEL    |        |        |        |        |        | -        | 0    |
| 1956 | Equipe Gordini       | Gordini Type 32       | Gordini Straight-8 |        |        |       |        | FRA 9  | GBR 9  | GER Ki | ITA Ki |        | -        | 0    |

## Fordítás
Ez a szócikk részben vagy egészben  a   Robert Manzon című angol Wikipédia-szócikk fordításán alapul.  Az eredeti cikk szerkesztőit annak laptörténete sorolja fel. Ez a jelzés csupán a megfogalmazás eredetét és a szerzői jogokat jelzi, nem szolgál a cikkben szereplő információk forrásmegjelöléseként.